# برشاوشان أورباني
برشاوشان أورباني (الاسم العلمي:Adiantum urbanianum) هو نوع غير مؤكد من النباتات يتبع جنس البرشاوشان من الفصيلة الديشارية.